# Сорти товарної нафти
Маркерні сорти нафти (також еталонні сорти; англ. benchmark crude) — це сорти нафти з певним складом (вміст сірки, щільність), ціни на які широко використовуються при встановленні цін при купівлі і продажу інших сортів сирої нафти у світі для зручності виробників і споживачів нафти.
У світі існує три основних маркерних сорти: Brent Blend, West Texas Intermediate (WTI) і Dubai Crude. Котирування на ці сорти, публікуються котирувальними (ціновими) агентствами, визначають ціни на нафту в основних регіонах світу:
- «Brent», що видобувається в Північному морі — для ринків Європи і Азії. Ціни приблизно на 70 % експортованих сортів[3] нафти прямо або побічно задаються на базі котирувань Brent.
- «WTI» (West Texas Intermediate), відома також як «(Texas) Light Sweet» — для західної півкулі (США) і як орієнтир для інших сортів нафти. У XX столітті тривалий час (до початку видобутку нафти Brent) був єдиним маркерним сортом в світі.
- Сорт Dubai Crude широко використовується при визначенні цін нафт, що експортуються з країн Перської затоки в АТР.

Раніше ОПЕК використовувала власний еталонний показник, середньозважену вартість 12-ти різних марок нафти, які експортуються країнами ОПЕК, який називається нафтовий кошик ОПЕК (Reference Basket of crudes).
Маркерні сорти пов'язані з якимось основним родовищем або з групою родовищ, нафта з яких має схожі властивості і відкрито торгується на ринку з достатньою ліквідністю. Так, Brent спочатку означав ціни на нафту, видобуту в британському секторі Північного моря на однойменному шельфовому родовищі (відкрито в 1970-х роках). Однак у міру вичерпання цього родовища агентство Platts додало до котирувань Brent ціни на нафту, видобуту на трьох інших родовищах у Північному морі - у 2002 р. Forties (британський сектор Північного моря) і Oseberg (норвезький сектор) і в 2007 р. Ekofisk (британський сектор). Об'єднане котирування отримало найменування Cash BFOE (скор. від Brent, Forties, Oseberg і Ekofisk). Стандартний сорт США — WTI (також Light Sweet) — легка нафта, що видобувається в Техасі.
Провідними світовими котирувальними (ціновими) агентствами, що щодня публікують котирування на маркерні сорти нафти (Brent, WTI, Dubai), є агентства Platts і Argus Media. Менш популярні Asia Petroleum Price Index (APPI), ICIS London Oil Report. Саме котирування цінових агентств зазначаються в спотових, коротко-, середньо - і довгострокових контрактах на поставку близько 90 % експортованої нафти, при цьому, залежно від її якості, конкретний сорт нафти може продаватися зі знижкою або з премією до ціни маркерного сорту.

## WTI (West Texas Intermediate)
В даний час маркерний сорт West Texas Intermediate (торгується з доставкою в м. Кушинг, Оклахома) використовується в основному в США для визначення цін на різні сорти нафти, що видобуваються або імпортовані в Сполучені Штати. WTI — це легка (щільність - 39.6 градусів API) і малосірчиста (0,24%, англ. sweet) нафта, що робить її придатною для переробки на низькосірчисті моторні палива (бензин і дизель).
Європейська нафта Brent має трохи більшу щільність (38.06 градусів API) і більший вміст сірки (0,37%), проте також є високоякісною нафтою. Кошик ОПЕК ще важче  ніж нафта Brent. В результаті цих розбіжностей, а також у зв'язку з необхідністю доставки американської нафти від родовищ до Кушинга, до 2011 р. WTI зазвичай коштувала на 1-2 долара за барель дорожче, ніж Brent і на 3-4 долари дорожче кошика ОПЕК. З 2011 р. з різних причин спред між BRENT і іншими маркерними сортами різко змінився і в даний час WTI котирується дешевше сорту Brent.
Видобуток нафти WTI становить близько 1 % від загальносвітової нафтовидобутку.
Канадська маркерна нафта Edmonton Par схожа по фізичним характеристикам з сортом WTI.

## Суміш Brent
Суміш Brent Crude (англ. Brent Blend) використовується як ціновий орієнтир в Європі і, в меншій мірі, в Азії. Цей сорт в даний час є сумішшю нафт з 4 груп родовищ (BFOE — Brent, Forties, Oseberg і Ekofisk), розташованих в британському і норвезькому секторі Північного моря. Точніше - до складу суміші входить нафта, що видобувається з 15 різних родовищ Північного моря. Агентство Petroleum Argus публікує схоже котирування ARGUS North Sea Dated, яка складається на основі оцінок ціни п'яти північноморських сортів - Brent, Forties, Oseberg, Ekofisk і Troll – BFOET.
Даний сорт нафти став еталонним завдяки надійності поставок, наявності декількох незалежних постачальників (наприклад, родовище Brent розробляють спільно компанії ExxonMobil і Shell) і готовності її покупки з боку багатьох споживачів і переробників. Незважаючи на деякі проблеми з поставками в минулому і не найбільші обсяги виробництва суміш Brent володіє достатньою ліквідністю, щоб залишатися маркерним сортом.
Видобуток нафт, що входять в суміш Brent, становить близько 1 % від загальносвітового нафтовидобутку.

## Dubai і Oman
Dubai Crude, також відома під назвою Fateh — це легка нафта, що видобувається в еміраті Дубай (ОАЕ). Тривалий час Dubai Crude була єдиною нафтою, що вільно торгується на Близькому Сході, однак потім розвинувся спотовий ринок на оманську нафту (Oman crude).
Тривалий час виробники нафти на Близькому Сході використовували середньомісячні котирування на сорт Dubai (пізніше - котирування на сорти Dubai і Oman) як маркери для визначення ціни в експортних контрактах із покупцями з Азійсько-Тихоокеанського регіону (котирування ф'ючерсів на WTI і Brent використовувалися для визначення цін нафт, що поставляються в країни Атлантичного басейну).

## Сорти нафти різних країн
Багато країн для спрощення експорту ввели стандартні сорти нафт, які мають стабільні параметри. іноді як стандарт виступає певна суміш.
Наприклад, в Росії існує кілька основних сортів. Ціни на два основних російських експортних сорти, Urals і Siberian Light, розраховуються на основі котирувань світових агентств Platts і Petroleum Argus на суміш Brent.
| Країна   | Марка          |                                        | Щільність (градуси API) | Сірка (%) | Примітки                                                                                         |
| -------- | -------------- | -------------------------------------- | ----------------------- | --------- | ------------------------------------------------------------------------------------------------ |
| Росія    | Urals          | суміш важкої, високосірчистої з легкої | 31,7                    | 1,35      | ціна на Urals розраховується з дисконтом від котирувань Brent                                    |
| Росія    | Siberian Light | легка нафта                            | 35,1                    | 0,57      | видобувається в Ханти-Мансійському АО                                                            |
| Росія    | ESPO           |                                        | 34,8                    | 0,62      | суміш нафт, що поставляються по трубопроводу ССТО, прив'язана до Dubai Crude                     |
| Росія    | Sokol          | легка нафта                            | 37,7                    | 0,23      | проект Сахалін-1, видобувається на півночі родовища Чайво, прив'язана до Dubai Crude             |
| Росія    | Vityaz         | легка, малосірчиста                    | 34,6                    | 0,22      | проект Сахалін-2                                                                                 |
| Росія    | ARCO           | важка, високосірчиста                  | 24                      | 2,3       | арктичний сорт, видобувається на шельфовому родовищі Прирозломне, розробляється «Газпром нафтою» |
| Норвегія | Statfjord      |                                        |                         |           |                                                                                                  |
| ірак     | Kirkuk         |                                        |                         |           |                                                                                                  |
| ірак     | Basra Light    |                                        |                         |           |                                                                                                  |
| іран     | Iran Light     | легка нафта                            |                         |           |                                                                                                  |
| іран     | Iran Heavy     | важка нафта                            |                         |           |                                                                                                  |